# Adula-Alpen
Die Adula-Alpen, auch Westbündner und Misoxer Alpen genannt, sind als westalpine Gebirgsgruppe ein Teil der Lepontinischen Alpen. Sie bilden die Untersektion 10 III nach der internationalen vereinheitlichten orographischen Einteilung der Alpen (SOIUSA) bzw. die Sektion 10b nach der Partizione delle Alpi.
Nach den Alpinführern des Schweizer Alpen-Clubs werden sie nicht als eigene Gruppe geführt, sondern teilweise in Bündner Alpen 2: Vom Lukmanier zum Domleschg, teilweise in Tessiner Alpen 3: Von der Piora zum Pizzo di Claro und teilweise in Tessiner Alpen 4: Misoxer Alpen, Vom Zappothorn zum Passo S. Jorio beschrieben.
Der höchste Berg ist das 3402 m hohe Rheinwaldhorn.
Sie befinden sich in der Schweiz (Kanton Tessin, Kanton Graubünden) und zu einem kleinen Teil in Italien in der lombardischen Provinz Sondrio.
In den Adula-Alpen war die Errichtung des Nationalparks Adula geplant, die Bevölkerung stimmte jedoch dagegen.

## Grenzen nach SOIUSA
Sie grenzen:

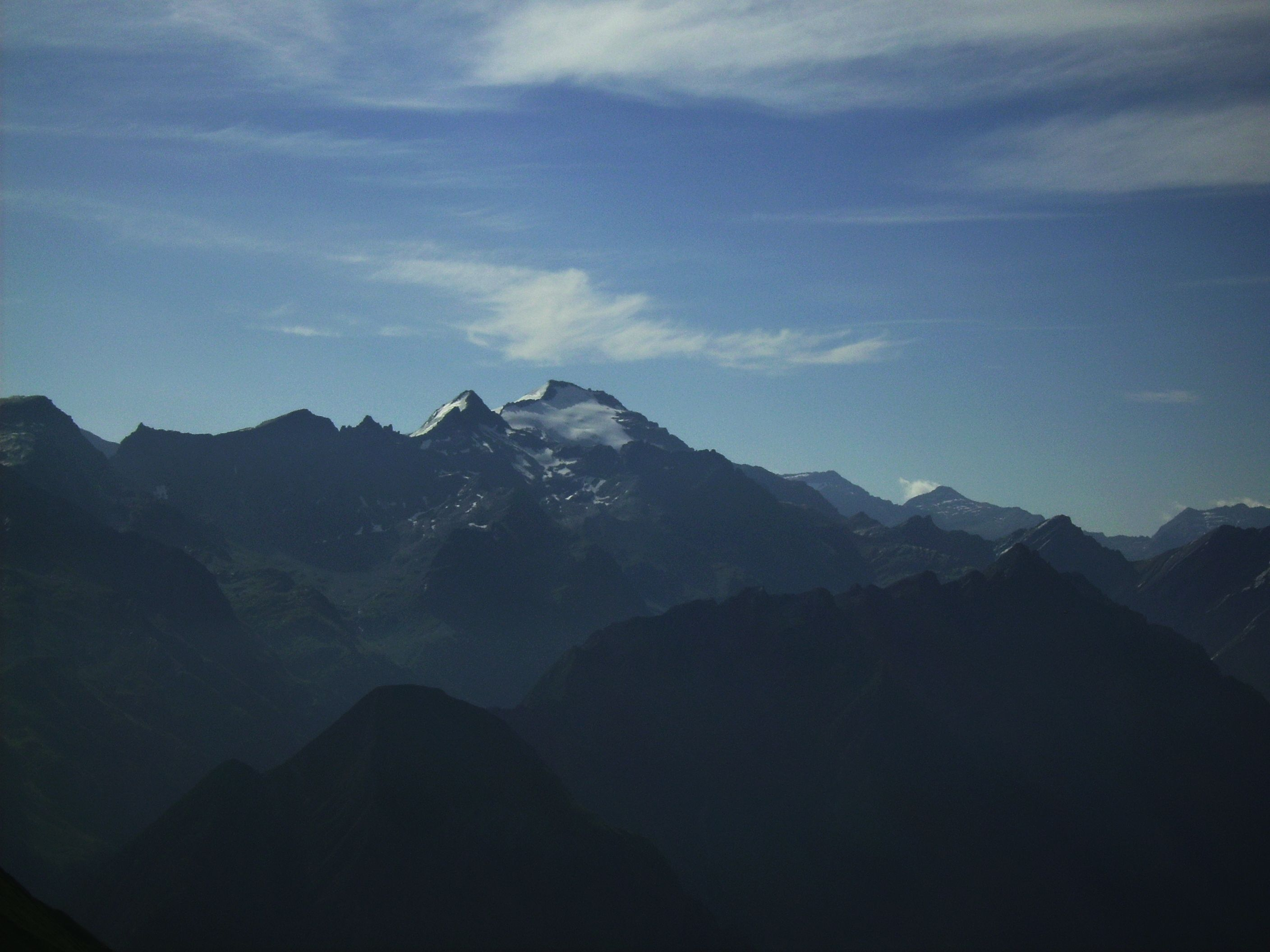
Das Rheinwaldhorn von NW

- im Norden an die Glarner Alpen getrennt durch den Vorderrhein
- im Nordosten an die Plessur-Alpen begrenzt durch den Hinterrhein
- im Osten an die Platta-Gruppe getrennt durch Hinterrhein und Splügenpass und dem San Giacomo-Tal mit dem Fluss Liro; das San Giacomo-Tal liegt im italienischen Teil der Adula-Alpen
- im Südosten an die Bernina-Alpen begrenzt durch das Chiavenna-Tal mit dem Fluss Mera, wieder im italienischen Teil
- im Süden an die Comer Voralpen (Teil der Luganer Voralpen) getrennt durch das Morobbia-Tal, den San-Jorio-Pass und das San-Jorio-Tal
- im Südwesten an die Tessiner Alpen getrennt von den Tälern Riviera und Ticino
- im Westen an das Gebiet des Gotthardmassivs der Monte Leone-Sankt Gotthard-Alpen und begrenzt durch das Medel-Tal, den Lukmanierpass, das St. Maria-Tal und das Bleniotal

## Aufteilung nach SOIUSA

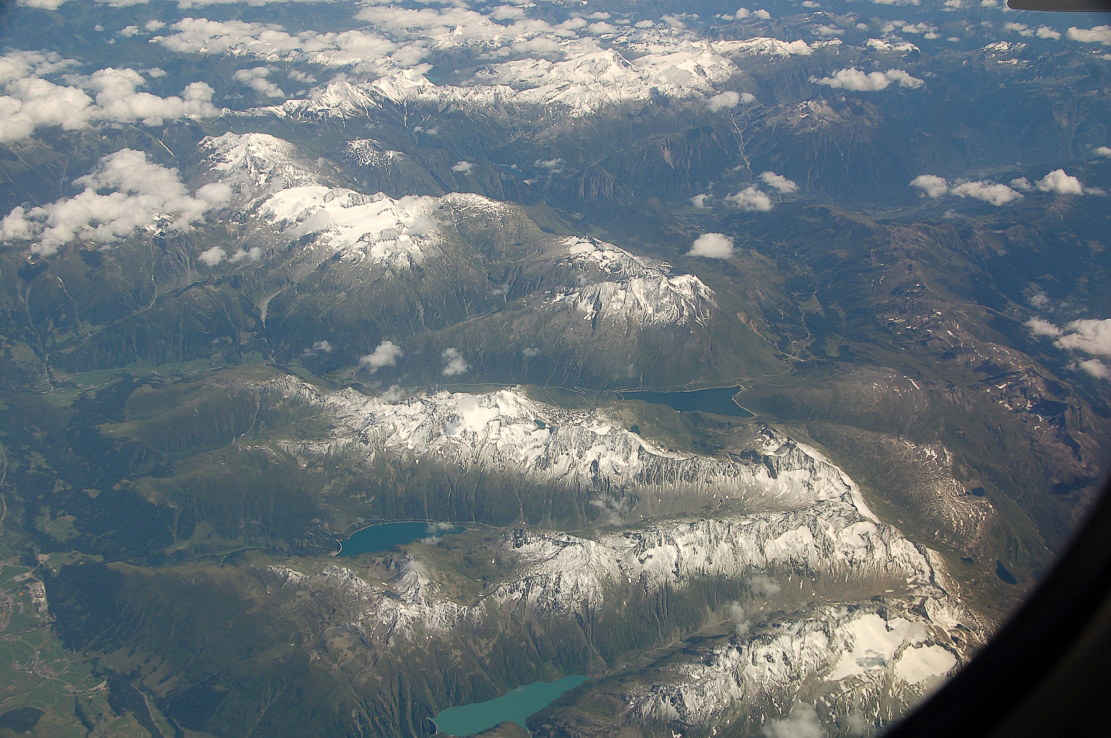
Ein Bild aus dem Flugzeug

Die Adula-Alpen werden gemäss SOIUSA in vier Supergruppen und 10 Berggruppen aufgeteilt (in Klammern die Codes nach SOIUSA):
- im Nordwesten die Kette Medelser-Terri (A)
  - Gruppe Medel-Scopi (A.1)
  - Gruppe Terri-Cavel (A.2)

- im Südwesten die Adula-Gruppe (B)
  - Gruppe Rheinwaldhorn (B.3)
  - Gruppe Güferhorn – Fanellhorn (B.4)
  - Gruppe Zapporthorn – Groven (B.5)
  - Gruppe Fraciòn – Torrone Alto (B.6)

- im Nordosten die Kette Splügener Kalkberge (C)
  - Gruppe Piz Tomül (C.7)
  - Gruppe Beverin (C.8)

- im Südosten die Kette Tambo – Forcola (D)
  - Gruppe Tambo – Pian Guarnei (D.9)
  - Kette Piz della Forcola – Pizzo Paglia (D.10)

## Gipfel

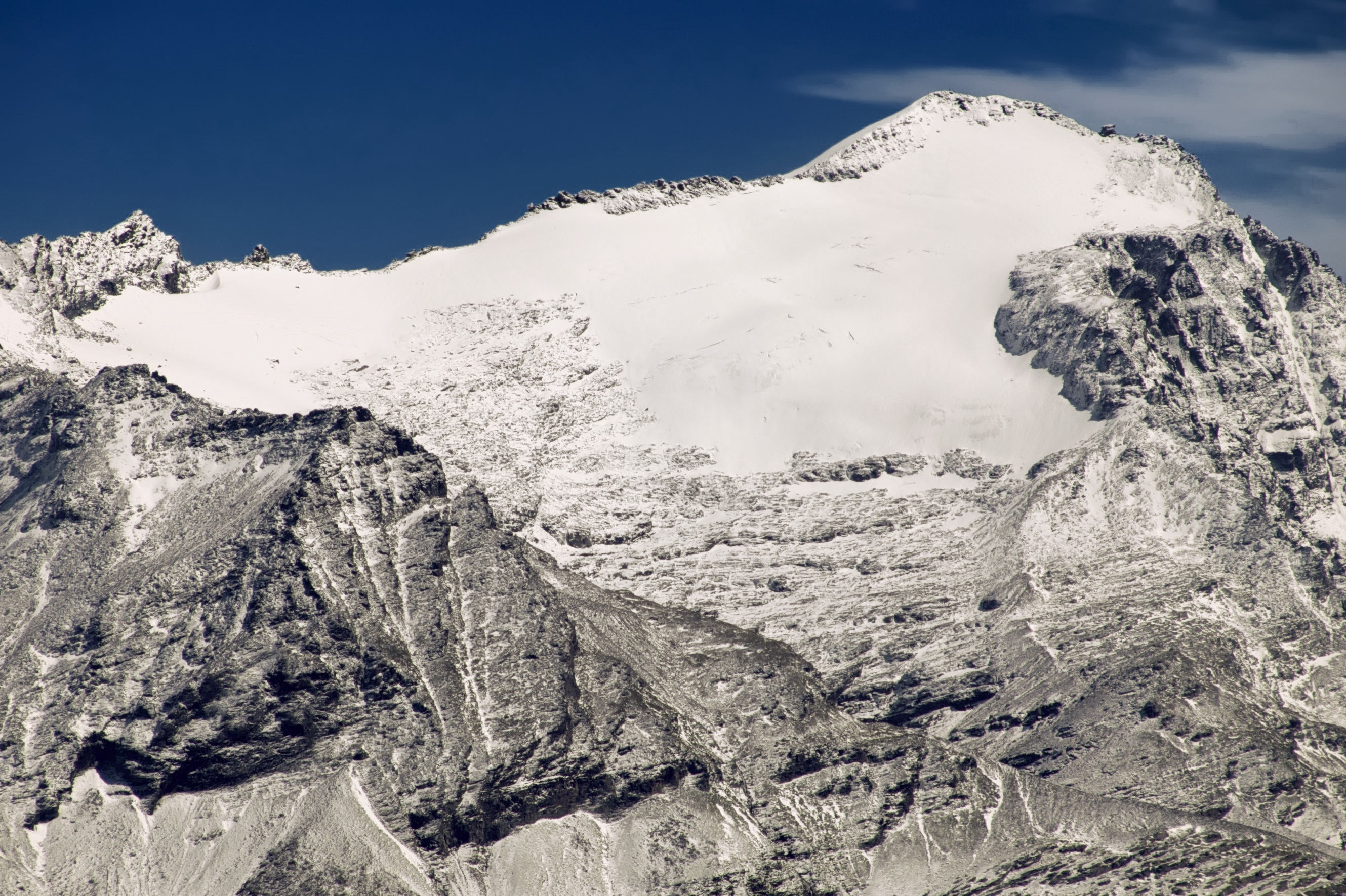
Rheinwaldhorn

- Rheinwaldhorn 3402 m
- Güferhorn 3379 m
- Pizzo Tambo 3279 m
- Grauhorn 3260 m
- Läntahorn 3237 m
- Piz Medel 3210 m
- Piz Cristallina 3128 m
- Scopí 3190 m
- Cima di Camadra 3172 m
- Cima Rossa 3161 m
- Zapporthorn 3152 m
- Piz Terri 3149 m
- Fanellhorn 3124 m
- Cime di Val Loga 3004 m
- Piz Beverin 2997 m
- Torrone Alto 2948 m
- Einshorn 2944 m
- Pizzo Tamborello 2858 m
- Pizzo di Claro 2727 m
- Pizzo Paglia 2593 m
- Pizzo Cavregasco 2535 m
- Cima dello Stagn 2380 m
- Sosto 2221 m

## Schutzhütten
- Adulahütte des SAC, 2012 m[4]
- Capanna Adula der UTOE, 2393 m[5]
- Camona da Medel, 2524 m
- Capanna Quarnei, 2107 m
- Länta-Hütte, 2090 m
- Zapporthütte, 2276 m